# Bälte (kläddetalj)

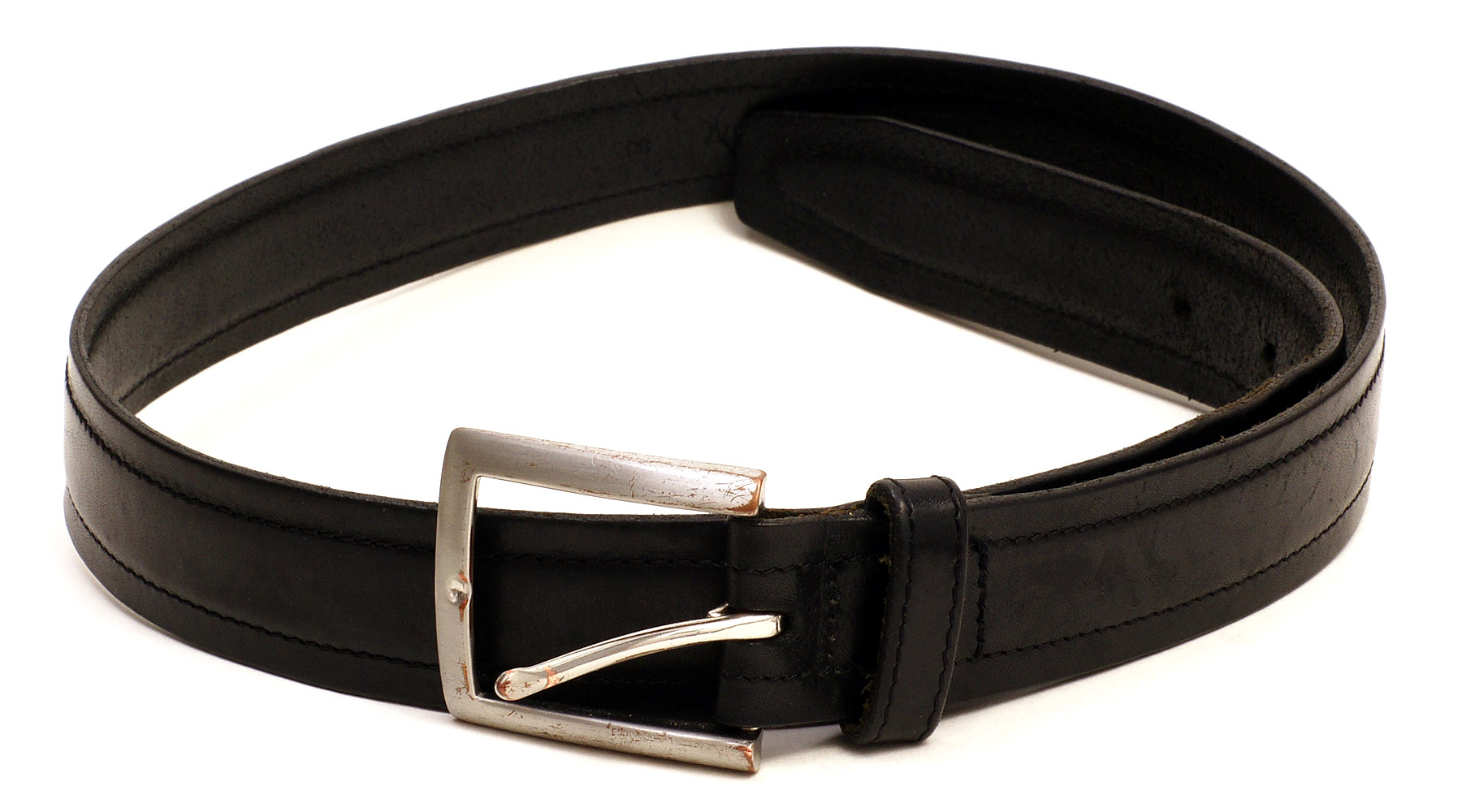
Bälte utan bärare

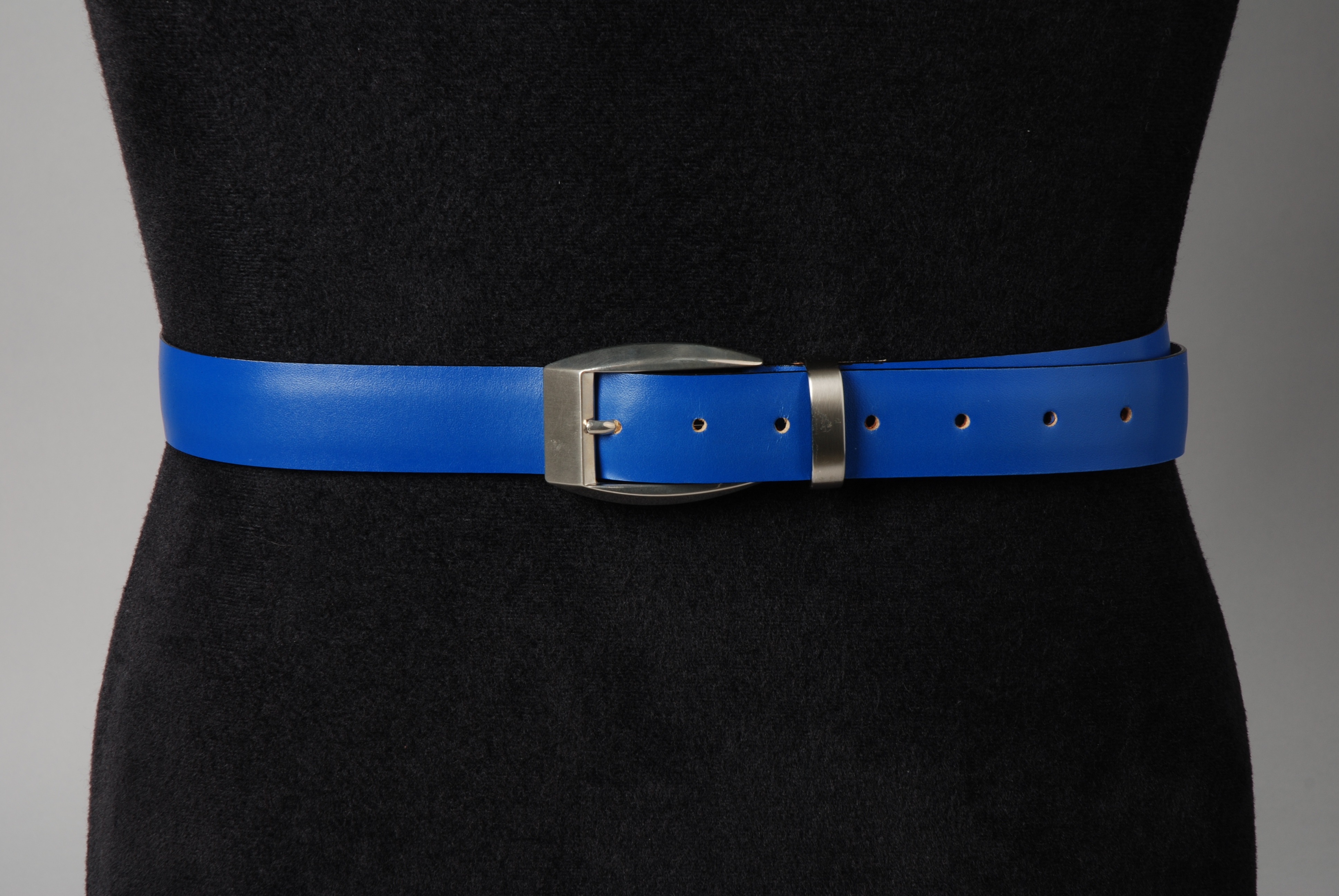
Bälte runt midjan på en skyltdocka

Bälte, skärp eller livrem är remplagg som bärs kring midjan eller runt höfterna. 

## Etymologi
Ordet "bälte" är belagt i svenska språket sedan omkring 1350 (Magnus Erikssons stadslag) och härrör från latinets balteus (gördel).
Ordet "skärp" är belagt i svenska språket sedan omkring 1650 och härrör från lågtyskans scherpe, som i sin tur lär härstamma från franskans écharpe, som även kan betyda armbindel eller halsduk.
Ordet "livrem" är belagt i svenska språket sedan omkring 1695. Liv är ett äldre begrepp för bland annat midja, buk, mellankropp etc. Livrem betyder alltså rem som hör till midjan eller buken.

## Beskrivning

### Definitioner

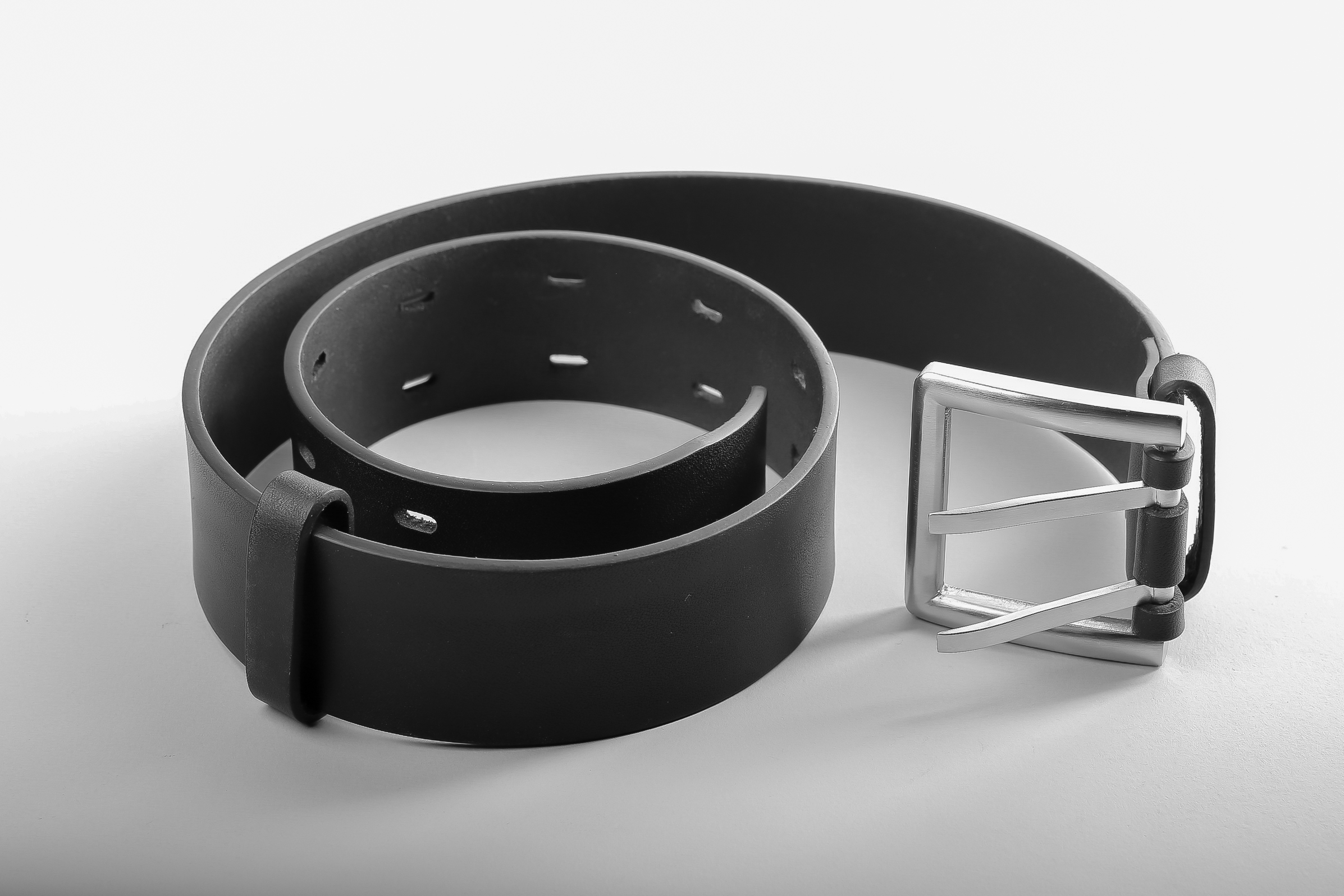

Betydelsemässigt är ett skärp ofta mjukare och smalare än ett bälte. Till exempel kallas en morgonrocks knytanordning för skärp och inte för bälte. På grund av denna skillnad och modets växlingar för könen finns även uppfattningen att bälten används av män och pojkar, och skärp av kvinnor och flickor.

### Material
Ett vanligt material för bälten är läder, men bälten tillverkas även i plast och textil. Dekorativa bälten kan även vara tillverkade av eller beslagna med metallplattor. De flesta bälten har ett spänne av något hårt material, men det förekommer även bälten som fästs ihop utan spännen. 

### Funktion
Ett bälte bärs endera löst utanpå ett plagg, eller fäst i hällor på byxor, kjol eller klänning. Placeringen i höjdled är en modekänslig detalj. Det har under 1900-talet och 2000-talet varit vanligt att män bär bältet längre ned än kvinnor, men modet styr detta i högre utsträckning än könet. 
Bältet kan ha en praktisk funktion som att hålla byxor eller kjol uppe, få plaggen att sitta bättre, eller användas för att hänga föremål som bältesväskor eller slidknivar i. Poliser och väktare använder ofta bälten med särskilda fodral för sin utrustning. Bältet kan också ha en dekorativ funktion, endera i sig själv eller för att markera kroppsformen. Det används även som accessoar, ofta med större och mer iögonfallande spännen.

## Historia

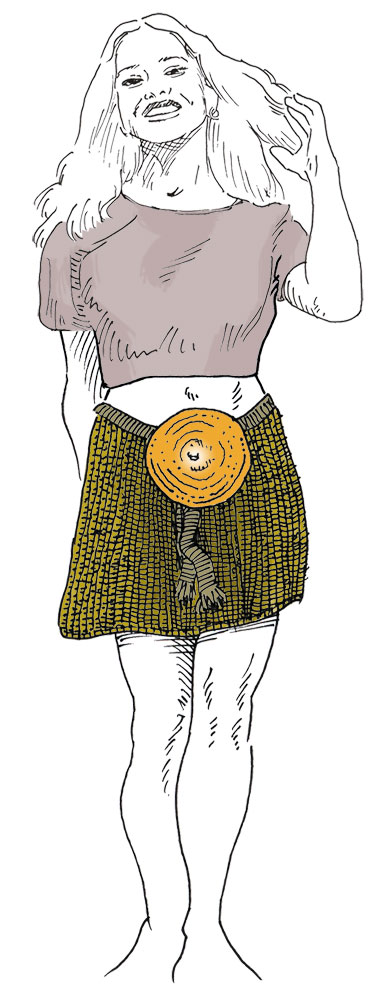
Rekonstruktion av Egtvedflickans begravningsdräkt från bronsåldern. Notera det stora bältesspännet i brons.

Bälten har använts sedan förhistorisk tid världen runt och har under historiens gång spelat stor roll i modet och människans klädkultur.
Under 1700-talet var bälten omoderna men kom tillbaka under 1800-talet inom dammodet. På 1900-talet spelade bältet en roll i modet för både damer och herrar, till exempel cowboyinspirerade nitbälten från USA som komplement till 1970-talets jeansmode.